# سوانی (شهرستان)
سوانی الگو:Soignies در استان انو  در منطقه فدرال والوون در کشور بلژیک واقع شده‌است. که دارای گویش فرانسوی است

## شهرها
1. برن‌لوکمت
2. اکوسین
3. آنگیین ''(ادنژان)''
4. للوویر
5. لو روئولکس
6. لسین
7. سیی
8. سوانی